# لوریس جیتسی
لوریس جیتسی (ایتالیایی: Loris Gizzi؛ ‏ ۱۶ اوت ۱۸۹۹ – ۶ اکتبر ۱۹۸۶) بازیگر اهل ایتالیا بود.
از فیلم‌هایی که وی در آن نقش داشته‌است، می‌توان به ایزابلا، دوشس شیاطین، تئودورا، ملکه زرخرید، شنل، چرخ‌وفلک ناپل، پیراهن سیاه، سرنوشت، نامزدشده، ده فرمان، عقاب سیاه، پسر عقاب سیاه، شیر یا خط و ناپلئون اشاره کرد.